# Gertrude Townend
Gertrude Townend (* 30. November 1873 in Camberwell, London; † 1959 in Thanet, Kent) war eine englisch-britische Krankenschwester und Suffragette. Zusammen mit Catherine Pine betrieb sie  in London ein Pflegeheim für Suffragetten, die sich dort von Haft und Zwangsernährung erholten.

## Leben
Über Townends Familie und Leben ist wenig bekannt. Ihr Vater, Thomas Senior Townend, war Journalist beim Manchester Guardian.  Bei den Volkszählungen 1881 und 1891 lebte sie mit ihren Eltern im Londoner Stadtteil Camberwell. Bei der Volkszählung 1901 ist sie am St Bartholomew’s Hospital in London registriert, wo sie 1901 eine Ausbildung zur Krankenschwester abschloss. Dann wurde sie Krankenschwester am Great Ormond Street Hospital. Im Jahr 1907 eröffnete Townend zusammen mit Catherine Pine ein Pflegeheim in den Pembridge Gardens im Londoner Stadtteil Notting Hill. Dort wurden unter anderem Suffragetten medizinisch versorgt, die nach Hungerstreiks und Zwangsernährung im Gefängnis entlassen worden waren. Die medizinische Betreuung wurde von Flora Murray beigesteuert.
Eine der Patientinnen war Emmeline Pankhurst. Townend und Pine kümmerten sich um deren Sohn Harry, der an einer Blasenentzündung litt und 1910 an Poliomyelitis verstarb
Mit der zunehmenden Radikalisierung der Suffragetten in den 1910er Jahren, insbesondere der Pankhurstschen Women’s Social and Political Union (WSPU), wurde das Pflegeheim von der Polizei überwacht. Die Dienste von Townend und Pine wurden ab 1913 vor allem von Frauen in Anspruch genommen, die nach dem Cat and Mouse Act wegen Erkrankung und nach Hungerstreiks nur temporär aus dem Gefängnis entlassen worden waren, und die nach Genesung den Rest der Strafe ableisten sollten, sich dem aber häufig durch Untertauchen entzogen.
Für den großen  Women's March zur Albert Hall mit 10.000 Teilnehmerinnen am 18. Juni 1910 waren Townend und Pine im British Journal of Nursing als Ansprechpartnerinnen für die Delegation der Krankenschwestern in Uniform benannt.
Im Mai 1912, nach einer Kampagne des British Journal of Nursing und der Men's League for Women's Suffrage, kam die Ellen Pitfield, die ebenfalls Krankenschwaster war und nach einem Brandanschlag im März – obwohl krank – zu sechs Monaten Haft verurteilt worden war, frei. Sie wurde im Pflegeheim von Pine und Townend gepflegt, starb aber drei Monate später, im August 1912.
Nach einer Razzia im Hauptquartier der WSPU im Clements Inn 1913 übernachte Christabel Pankhurst im Pflegeheim, um dann nach Frankreich zu fliehen, indem sie Townends Krankenschwesteruniform , um Verdacht zu vermeiden, als sie das Haus verließ.
Im Oktober 1913 wurde Townend selbst verletzt, als es zu einer Massenpanik kam, als Detektive eine Versammlung in der Bow Baths Hall stürmten, bei der Sylvia Pankhurst eine Rede hielt.
Über Townends weiteres Leben nach dem Ende der militanten Hochzeit der Frauenwahlrechtsbewegung mit dem Beginn des Ersten Weltkriegs ist nichts bekannt.

## References
1. 1 2 3  Siehe Hinweise der Historikerin Helena Wojtczak auf Zensusdaten in: Elizabeth Crawford: Suffrage Stories: The Mystery of Nurse Pine’s Medal. In: Woman and her Sphere. Privater Blog, 26. Mai 2016, abgerufen am 3. August 2025.
2. 1 2  David Doughan: Pine, Catherine Emily (1864–1941). In: H. C. G. Matthew und Brian Harrison (Hrsg.): Oxford Dictionary of National Biography. Oxford 23. September 2004, doi:10.1093/ref:odnb/63884.
3. ↑  Elizabeth Crawford: The Women's Suffrage Movement: A Reference Guide 1866–1928. Routledge, London 2003, ISBN 978-1-135-43401-4.
4. ↑  Edith Julia Morley: Women Workers in Seven Professions: A Survey of Their Economic Conditions and Prospects. Routledge, London 1914, S. ix, Abschnitt III (archive.org).
5. 1 2 3 4 5  Diane Atkinson: Rise Up, Women! The Remarkable Lives of the Suffragettes. Bloomsbury, London 2018, ISBN 978-1-4088-4404-5, S. 206, 302, 314, 362, 397, 442.
6. ↑  Catherine Pine. Mapping Women’s Suffrage, abgerufen am 3. August 2025.
7. ↑  Julie V. Gottlieb und Richard Toye: The Aftermath of Suffrage: Women, Gender, and Politics in Britain, 1918–1945. Springer, Berlin 2013, ISBN 978-1-137-33300-1.
8. ↑  June Purvis: Emmeline Pankhurst: A Biography. Routledge, London 2003, ISBN 978-1-134-34192-4, S. 125, 137.
9. ↑  Votes for Women. 10. Juni 1910.
10. ↑  Silvia Pankhurst: The Suffragette Movement – An Intimate Account Of Persons And Ideals. Lovat Dickson & Thompson, London 1935, ISBN 1-4094-0043-3, S. 218.
11. ↑  Tara Morton: Ellen Pitfield. In: Mapping Women’s Suffrage. University of Warwick, 2017, abgerufen am 19. August 2025.
12. ↑  Cheryl R. Jorgensen-Earp: Speeches and Trials of the Militant Suffragettes: The Women’s Social and Political Union, 1903–1918. Fairleigh Dickinson University Press, Madison, NJ 1999, ISBN 978-0-8386-3788-3, S. 123.
13. ↑  June Purvis: Christabel Pankhurst: A Biography. Routledge, London 2018, ISBN 978-0-8153-7149-6, S. 157.

| Personendaten    | Personendaten                                       |
| ---------------- | --------------------------------------------------- |
| NAME             | Townend, Gertrude                                   |
| KURZBESCHREIBUNG | englisch-britische Krankenschwester und Suffragette |
| GEBURTSDATUM     | 30. November 1873                                   |
| GEBURTSORT       | Camberwell, London, England, Vereinigtes Königreich |
| STERBEDATUM      | 1959                                                |
| STERBEORT        | Thanet, Kent, England, Vereinigtes Königreich       |